# André Haefliger
André Haefliger (* 22. Mai 1929 in Nyon; † 7. März 2023) war ein Schweizer Mathematiker, der sich vor allem mit Topologie beschäftigte.

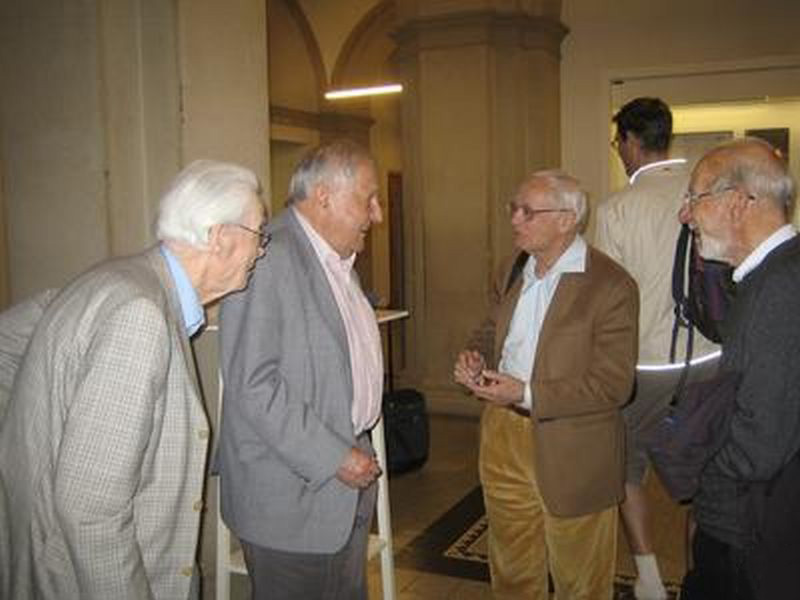
Haefliger (rechts aussen) mit Beno Eckmann, Peter Hilton, Jean-Pierre Serre, Zürich 2007

## Leben und Wirken
André Haefliger war der Sohn eines Bankangestellten und ging in Genf aufs Gymnasium. Er studierte Mathematik in Lausanne und wurde 1958 bei Charles Ehresmann an der Universität von Paris promoviert (Structures feuilletées et cohomologie à valeurs dans un faisceau de groupoides). Von 1959 bis 1961 war er am Institute for Advanced Study in Princeton. Ab 1961 war er außerordentlicher, ab 1962 ordentlicher Professor an der Universität Genf.
Haefliger leistete wichtige Beiträge zur Topologie, zum Beispiel der Knotentheorie (u. a. Haefliger-Zeeman unknotting theorem) und der Theorie der Blätterungen.
1974/75 war er Präsident der Schweizerischen Mathematischen Gesellschaft. Er ist Ehrendoktor der ETH Zürich (1992). 1966 war er Invited Speaker auf dem ICM in Moskau (Knotted spheres and related geometric problems). Für 2020 wurde ihm der Leroy P. Steele Prize für Mathematical Exposition der AMS zuerkannt.
Zu seinen Schülern zählte unter anderem Vaughan F. R. Jones.

## Schriften (Auswahl)
- Structures feuilletées et cohomologie à valeur dans un faisceau de groupoïdes. Comment. Math. Helv. 32 1958 248–329.
- Plongements différentiables de variétés dans variétés. Comment. Math. Helv. 36 1961 47–82.
- mit Armand Borel: La classe d'homologie fondamentale d'un espace analytique. Bull. Soc. Math. France 89 1961 461–513.
- mit Morris Hirsch: Immersions in the stable range. Ann. of Math. (2) 75 1962 231–241.
- Knotted (4k−1)–spheres in 6k-space. Ann. of Math. (2) 75 1962 452–466.
- Variétés feuilletées. Ann. Scuola Norm. Sup. Pisa (3) 16 1962 367–397.
- Differential embeddings of Sn in Sn+q for q>2. Ann. of Math. (2) 83 1966 402–436.
- mit Raoul Bott: On characteristic classes of Γ -foliations. Bull. Amer. Math. Soc. 78 (1972), 1039–1044.
- Groupoïdes d'holonomie et classifiants. Transversal structure of foliations (Toulouse, 1982). Astérisque No. 116 (1984), 70–97.
- mit Martin Bridson: Metric spaces of non-positive curvature. Grundlehren der Mathematischen Wissenschaften 319. Springer-Verlag, Berlin, 1999. ISBN 3-540-64324-9